# Adenia cladosepala
Adenia cladosepala är en passionsblomsväxtart som först beskrevs av John Gilbert Baker, och fick sitt nu gällande namn av Hermann August Theodor Harms. Adenia cladosepala ingår i släktet Adenia och familjen passionsblomsväxter. Inga underarter finns listade i Catalogue of Life.